# Abelardo Luz
Abelardo Luz è un comune del Brasile nello Stato di Santa Catarina, parte della mesoregione dell'Oeste Catarinense e della microregione di Xanxerê; è comune autonomo dal 1958 e, in precedenza, era una località facente parte della municipalità di Xanxerê.